# Mosteiro de Fitero

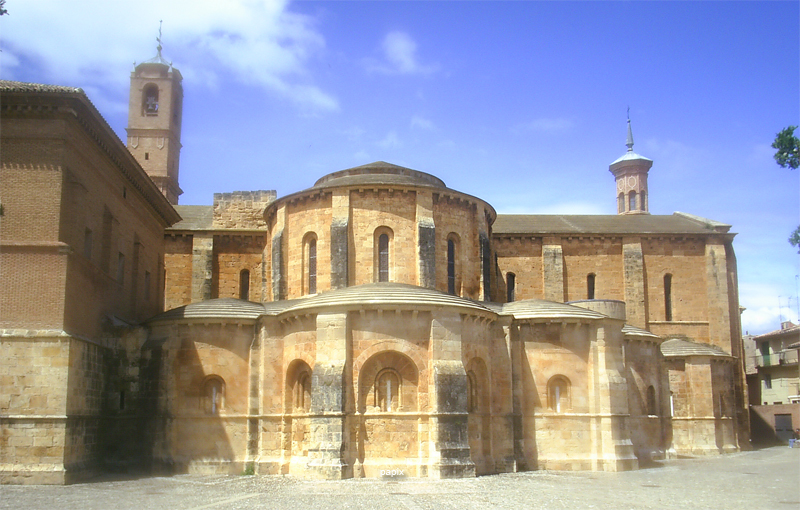
Mosteiro de Fitero

O Mosteiro de Fitero (em castelhano:  Monasterio de Santa María la Real ou Monasterio de Santa María de Nienzebas) é um mosteiro cisterciense localizado em Fitero, Navarra, Espanha, às margens do rio Alhama .
Foi fundado em um local diferente, em 1141, como parte da expansão cisterciense para a Espanha a partir do centro da Abadia de Escaladieu, e mudou-se para Fitero em 1152. Durand (Durandus, Durando) foi o primeiro abade, seguido por São Raimundo de Fitero, que mais tarde fundou a Ordem de Calatrava.
A planta da igreja é semelhante à dos mosteiros de Clairvaux e Pontigny, uma planta em cruz latina com três naves e santuário ambulatório com cinco capelas laterais.